# 2MASS J12171110-0311131
2MASS J12171110-0311131 ist ein Brauner Zwerg der Spektralklasse T7 im Sternbild Jungfrau. Seine Position verschiebt sich aufgrund seiner Eigenbewegung jährlich um 1,0571 Bogensekunden. Zudem weist er eine Parallaxe von 90,8 Millibogensekunden auf. Er wurde 1999 von Adam J. Burgasser et al. entdeckt.